# Kamel Sécraoui
 (novembre 2021).
La mise en forme du texte ne suit pas les recommandations de Wikipédia : il faut le « wikifier ».
Les points d'amélioration suivants sont les cas les plus fréquents. Le détail des points à revoir est peut-être précisé sur la page de discussion.
- Les titres sont pré-formatés par le logiciel. Ils ne sont ni en capitales, ni en gras.
- Le texte ne doit pas être écrit en capitales (les noms de famille non plus), ni en gras, ni en italique, ni en « petit »…
- Le gras n'est utilisé que pour surligner le titre de l'article dans l'introduction, une seule fois.
- L'italique est rarement utilisé : mots en langue étrangère, titres d'œuvres, noms de bateaux, etc.
- Les citations ne sont pas en italique mais en corps de texte normal. Elles sont entourées par des guillemets français : « et ».
- Les listes à puces sont à éviter, des paragraphes rédigés étant largement préférés. Les tableaux sont à réserver à la présentation de données structurées (résultats, etc.).
- Les appels de note de bas de page (petits chiffres en exposant, introduits par l'outil «  Source ») sont à placer entre la fin de phrase et le point final[comme ça].
- Les liens internes (vers d'autres articles de Wikipédia) sont à choisir avec parcimonie. Créez des liens vers des articles approfondissant le sujet. Les termes génériques sans rapport avec le sujet sont à éviter, ainsi que les répétitions de liens vers un même terme.
- Les liens externes sont à placer uniquement dans une section « Liens externes », à la fin de l'article. Ces liens sont à choisir avec parcimonie suivant les règles définies. Si un lien sert de source à l'article, son insertion dans le texte est à faire par les notes de bas de page.
- La présentation des références doit suivre les conventions bibliographiques. Il est recommandé d'utiliser les modèles {{Ouvrage}}, {{Chapitre}}, {{Article}}, {{Lien web}} et/ou {{Bibliographie}}. Le mode d'édition visuel peut mettre en forme automatiquement les références.
- Insérer une infobox (cadre d'informations à droite) n'est pas obligatoire pour parachever la mise en page.

Pour une aide détaillée, merci de consulter Aide:Wikification.
Si vous pensez que ces points ont été résolus, vous pouvez retirer ce bandeau et améliorer la mise en forme d'un autre article.
 (novembre 2021).
Kamel Sécraoui, né le 28 mai 1976, est un artiste designer toulousain connu sous le nom de Chat Maigre.
D'abord artiste de rue et graphiste de formation, il obtient la reconnaissance internationale dans le milieu du mobilier urbain, avec son agence KLD Design créée en 2006, dans l’embellissement d’espaces extérieurs.
Il s'inspire de la géométrie et des symboles pour la création d'objets, de supports, de mobiliers pour l'embellissement et la mise en scène des espaces intérieurs ou extérieurs. Il se définit parfois comme "décorateur de biens publics" et s'attache à "mettre de la couleur dans sa ville" grâce aux supports urbains qui lui paraissent trop monotones,.
En 2006, il s'est fait connaitre du grand public lors de son relooking d'un radar automatique, allées de Brienne à Toulouse,.
Il obtient la consécration en avril 2017, avec le prix "coup de cœur" du public à la Biennale Internationale du Design de Saint-Etienne.

## Biographie
Kamel Sécraoui naît à Toulouse, à l'Hôpital de La Grave le 28 mai 1976 dans une famille modeste.
C'est un entretien d'orientation qui le conduit à une formation de métallier. C'est au CFA Pierre-Paul Riquet, qu'il décide de devenir graphiste décorateur.
Travaillant, ensuite, pour deux agences publicitaires dans sa ville natale, il commence à prendre ses habitudes qui lui permettront de se démarquer, en récoltant des chutes d'adhésifs qu'il utilise pour décorer la ville le soir.
En 2006, il décide de créer KLD Design, une entreprise de design s'occupant de questions d'aménagement et d'urbanisme. En juin 2021, il expose pour la première fois ses œuvres de street-art à Toulouse,

### Travaux emblématiques

#### Les radars
Kamel Sécraoui s'est fait connaitre, en 2006, en recouvrant un radar automatique des allées de Brienne, à Toulouse, à l'aide de Lego®, afin de "mettre un peu de gaieté dans la ville",. L'artiste voit ce projet comme de la décoration et non de la dégradation, prenant le soin d'y inscrire ses coordonnées.
Il avait auparavant, en 2011, décoré un radar aux pieds de la Tour Eiffel, au pont de l'Alma, à Paris afin de mettre une note de couleur dans la ville et en 2015, le radar de la route de Narbonne à Toulouse.

#### Le banc public coloré et la poubelle Liberty
Animé par l’envie d’égayer l’esprit des gens en colorant des objets de tous les jours, Kamel Sécraoui décide de revisiter, avec une palette de couleurs vives, un banc public situé sur une place toulousaine très fréquentée,.
La poubelle Liberty est née de cette même intention : en 2016, lors d'un passage à New-York il décore une poubelle de la 5ème Avenue grâce au célèbre tissu anglais.
Il poursuit ses projets d'embellissement en décorant un ascenseur Tisséo de la ville de Toulouse de sa propre initiative. L'idée séduit les équipes dirigeantes de Tisséo, qui lui demandent alors, pour célébrer le premier anniversaire de la Ligne B, d'agrémenter chaque cabine de la ligne de métro. En s’inspirant du street-art, les créations graphiques ont été conçues pour que chacune des cabines soit unique.

#### Le projet S-Cale

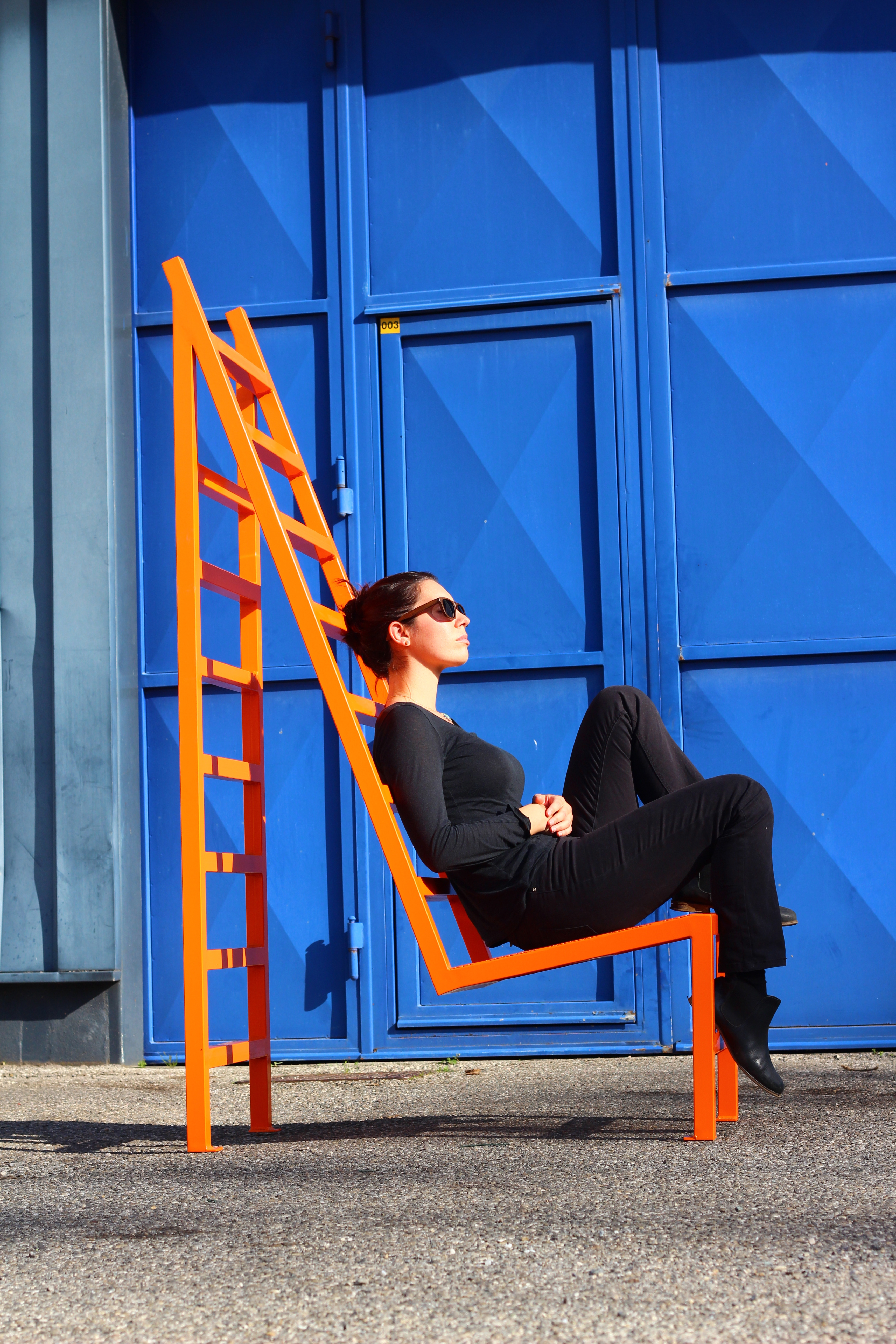
La chaise étoile

Conçu avec son agence de design, KLD Design et à la suite d'une commande de la ville de Pont de Claix, le projet S-Cale est composé de trois chaises élaborées pour les espaces publics. Connues sous les noms de Gravitation, Etoile et Solaire, elles constituent un parcours permettant la découverte de la ville et la déambulation des visiteurs invités à observer leur environnement,.
Produites à l'origine pour le Biennale du Design de la ville de Saint-Etienne durant lequel elles remporteront le prix coup de cœur du public, elles finissent par connaître le succès et s'exporter à l'international. La chaise étoile a été, par la suite, exposée à la Biennale Internationale de New-York en 2017 puis à Venise en 2018,.

#### Le Projet Naelou
Le projet Naelou voit le jour en 2017. Le nom de ce banc vient de la contraction des deux prénoms de ses enfants : Nael et Lou. C'est est un banc coloré en métal permettant à tous d'inscrire des dédicaces dans l'espace public. Hommage à la chanson de Brassens, Les amoureux des bancs publics, le concept s'inscrit dans son élan de ré-humanisation de la ville en invitant ses habitants ou ses collégiens ou écoliers à se la ré-approprier en écrivant leurs dédicaces sur un banc public. Des ateliers d'écriture sont ainsi organisés dans les écoles, collèges ou quartiers de la ville et permettent de collecter des phrases ou des dédicaces autour d'un thème (l'amour, la liberté d'expression),. Cette création se décline à travers des initiatives sur le lien social comme celle de la salle de concert le Bikini qui a couvert un banc Naelou de dédicaces d'artistes pour une vente aux enchères associatives,.
Le banc Naelou a été exposé aux Jardin des Tuileries à Paris en 2018 .
Il y a, aujourd'hui, une quarantaine de bancs Naelou installés en France,,,, et un au Canada.

#### La balancelle Gisèle
En 2018, Kamel Sécraoui crée le banc Gisèle, une assise balançante végétalisée qui reçoit le prix de l’aménagement urbain lors du Trophée de la Biodiversité de la Région Occitanie.

### Le Label Design Art City
En 2019, il lance le label Design Art City, afin de valoriser l’art architectural et graphique dans la ville. Le label a pour but de valoriser les territoires qui favorisent l'esthétique urbaine, à travers les bâtiments modernes, les festivals d'arts graphiques ou encore le street art.
La ville de Montpellier est la première ville de France à recevoir le label en France.
Dans le cadre du Label Design Art City, un concours a été organisé en 2023 par l'artiste à destination des jeunes graphistes. Les meilleurs projets ont permis de décorer huit cabines d'ascenseurs de la ligne B du métro toulousain. Ce concours s'est inspiré d'une idée qu'avait eue l'artiste, 15 ans plus tôt, lorsqu'il avait coloré les cabines d'ascenseurs de la ville rose avec des adhésifs.

### La Plancha Social Club
Plancha Social Club est une association Loi 1901 créée en août 2020 à Toulouse. Elle a pour objectif premier de faire des maraudes dans Toulouse et d’offrir des repas chauds préparés avec des produits frais et cuits à la plancha pour les personnes sans abri. L’idée est de prendre le temps de préparer le repas, d’échanger, de discuter et de rire. Plancha Social Club, c’est offrir plus qu’un simple repas aux sans-abris, c’est également offrir du lien et de la convivialité. Le principe technique est simple : une plancha en inox abaissée et aménagée est fixée comme remorque à un vélo. Ce système permet aux bénévoles de l’association Plancha Social Club de faire des maraudes dans la ville et de proposer des repas chauds aux sans-abris. L’originalité du concept vient donc de l’alliance insolite d’un vélo et d’une plancha. Le deuxième objectif de Plancha Social Club est de mettre en lumière les sans-abris qui le souhaiteront en partageant les images de ce moment de convivialité via les réseaux sociaux et peut-être leur donner un petit coup de pouce pour s’en sortir si nécessaire. 
Plancha Social Club c’est donc apporter un repas chaud, un moment de partage et un regard à nos sans-abris toulousains.  L'association fondée par l'artiste a gagné le Grand Prix Humanitaire de France au Sénat en septembre 2022.

## Récompenses
- Sélection du Banc Solène à la Biennale Internationale du Design de Saint-Etienne en 2023[37].
- Prix « Coup de cœur » du public de la Sélection à la Biennale Internationale du Design de Saint-Etienne, en 2017[5].
- Sélections multiples au Bosquet des Innovations du Salon « Jardins Jardin » aux Tuileries à Paris (2011, 2017, 2018)[2].
- Appel d’offres gagné en 2017 pour la création de la nouvelle signalétique de la Cité de Carcassonne[38].
- Sélection à la French Week, salon du savoir-faire français, de New-York, à Soho, en 2017[2].
- Sélection à la « Venice Design 2018 », pour la Biennale d’architecture de Venise[18].
- Sélection dans le FD100 par le VIA, pour sa créativité et son audace afin de représenter le French Design à l’international[39].
- Sélection à la Biennale Internationale du Design de Saint-Etienne, en 2019 : Prix « Coup de cœur » du public.
- Lauréat du Trophée de la Biodiversité 2019 de la Région Occitanie.